# Oxyopes royi
Oxyopes royi är en spindelart som beskrevs av Roewer 1961. Oxyopes royi ingår i släktet Oxyopes och familjen lospindlar.
Artens utbredningsområde är Senegal. Inga underarter finns listade i Catalogue of Life.